# Mala Vrbica (Kladovo)
Mala Vrbica (em cirílico:Мала Врбица) é uma vila da Sérvia localizada no município de Bor, pertencente ao distrito de Bor, na região de Ključ. A sua população era de 783 habitantes segundo o censo de 2002.

## Demografia
| 1948 | 1953  | 1961  | 1971  | 1981  | 1991  | 2002 |
| ---- | ----- | ----- | ----- | ----- | ----- | ---- |
| 970  | 1 123 | 1 058 | 1 226 | 1 233 | 1 155 | 783  |